# Neile Adams
Neile Adams (* 10. Juli 1932 in Manila), geboren als Ruby Neilam Salvador Adams, ist eine philippinische Schauspielerin und Tänzerin mit amerikanischer Staatsbürgerschaft, die zwischen 1952 und 1991 mehr als 20 Auftritte in Filmen und Fernsehserien hatte.

## Leben

### Jugend
Adams lernte ihren Vater José Arrastia (spanischer Abstammung) nie kennen und wurde von ihrer Mutter Carmen Salvador, einer Tänzerin deutscher und philippinischer Abstammung, aufgezogen. Während des Zweiten Weltkriegs verbrachte Neile Adams drei Jahre in einem Konzentrationslager der japanischen Besatzungsmacht. Später, als sie noch ein Teenager war, wurde sie in einem Kloster in Hongkong und dann in einem Internat in Connecticut erzogen.

### Künstlerische Karriere
Neile Adams begann ihre künstlerische Karriere in den frühen 1950er Jahren als Tänzerin in New York City. Ihre klassische Schönheit mit auffallend kurz geschnittenen dunklen Haaren und ihr Talent ermöglichten ihr eine schnelle Karriere auf der Broadway-Bühne, wo sie von 1954 bis 1956 Hauptrollen in den Musicals Kismet und The Pajama Game bekam.

### Ehe mit Steve McQueen
In dieser Zeit lernte Adams Steve McQueen kennen, damals ein junger Schauspieler, der auf der New Yorker Bühne Bestätigung suchte. Nach ihrem Kennenlernen zogen beide nach Kalifornien, wo Adams eine Co-Hauptrolle in dem Film This Could Be the Night (1957) mit Anthony Franciosa, Jean Simmons und Paul Douglas erhielt. Dort heiratete sie McQueen am 2. November 1956 nach dreimonatiger Verlobung in der kleinen Kirche von San Clemente, südlich von Los Angeles. Aus ihrer Verbindung mit McQueen gingen zwei Kinder hervor, ihre Tochter Terry Leslie McQueen (* 5. Juni 1959 – 19. März 1998) und ihr Sohn Chad McQueen (1960–2024), der ebenfalls Schauspieler wurde.

### Weitere Karriere
Nach ihrer Heirat mit McQueen reduzierte Adams ihre künstlerische Tätigkeit erheblich und trat in den folgenden Jahren nur noch in einigen Fernsehserien auf, so in Westinghouse Desilu Playhouse (1959), The Eleventh Hour (1964), The Alfred Hitchcock Hour (1964) und Solo für O.N.C.E.L. (1965). Zugleich erwies sie sich als entscheidende Impulsgeberin für den schauspielerischen Erfolg von Steve McQueen, der mit ihr in der Fernsehserie Josh schnell an Popularität gewann und sich schließlich mit dem Film Die glorreichen Sieben etablierte.
Adams und McQueen traten zusammen in zwei Episoden der Fernsehserie Alfred Hitchcock präsentiert auf, die beide im Januar 1960 produziert wurden, in One Grave Too Many und Man from the South. In der letztgenannten Folge, die auf einem Roman von Roald Dahl basiert und zu den berühmtesten der Serie gehört, spielte das Paar zusammen mit Peter Lorre. Bald darauf sprach sie für die Besetzung der West Side Story vor, aber ihre zweite Schwangerschaft hinderte sie daran, diese neue Karrierechance zu nutzen.
Nach sporadischen Fernsehauftritten in der ersten Hälfte der 1960er Jahre trat Adams einige Zeit lang nicht mehr auf der Bühne auf. Ihre Ehe mit Steve McQueen, die am Ende des Jahrzehnts in eine Krise geriet, endete 1972 mit der Scheidung. Im selben Jahr nahm sie die Schauspielerei wieder auf und kehrte mit der Rolle der Teddy, der taubstummen Ehefrau von Detective Steve Carella (Burt Reynolds) in dem Film Auf leisen Sohlen kommt der Tod (1972) ins Kino zurück, der auf einem Roman von Ed McBain basiert. In den siebziger Jahren trat sie auch in Episoden einiger bekannter Fernsehserien auf, wie Make-up und Pistolen (1976), Die Sieben-Millionen-Dollar-Frau (1977), Detektiv Rockford – Anruf genügt (1978), Fantasy Island (1980), jeweils unter dem Namen Neile McQueen.
In Anlehnung an ihre Vergangenheit in Musicalproduktionen arbeitete sie auch in Theatern in Las Vegas, wo sie Ende der 1970er Jahre in einer Version von Can Can und im Jahr 2000 in einer eigenen Show in London mitwirkte.

### Weiteres Privatleben
Im Jahr 1980 heiratete sie Alvin Toffel, einen ehemaligen Kampfpiloten und damaligen Präsidenten des Norton Simon Museums (Kunstmuseum in Pasadena, Kalifornien). Die Ehe dauerte bis zu Toffels Tod im Jahr 2005.
Terry McQueen, älteste Tochter von Adams und Steve McQueen, starb am 19. März 1998 im Alter von 38 Jahren an den Folgen einer Hämochromatose, die bei ihr seit Ende der 1970er Jahre diagnostiziert worden war.
Der Schauspieler Steven R. McQueen ist ihr Enkel.
Neile Adams ist eine Tante von Isabel Preysler, der Mutter des Sängers Enrique Iglesias.

## Filmografie

### Kino
- 1952: Grubstake
- 1957: This Could Be the Night
- 1972: Auf leisen Sohlen kommt der Tod
- 1973: So Long, Blue Boy
- 1981: Buddy Buddy
- 1981: Crazy Street Life (Chu Chu and the Philly Flash)

### Fernsehen
- 1959: Westinghouse Desilu Playhouse
- 1960: Alfred Hitchcock präsentiert
- 1960: Five Fingers
- 1964: Suspicion (The Alfred Hitchcock Hour)
- 1964: The Eleventh Hour
- 1965: Solo für O.N.C.E.L.
- 1972: Women in Chains
- 1972: Love, American Style
- 1976: Make-up und Pistolen
- 1977: Die Sieben-Millionen-Dollar-Frau
- 1978: Detektiv Rockford – Anruf genügt
- 1978: Operation charme
- 1980: Fantasy Island
- 1981: Vegas
- 1985: Hotel
- 1990: Nightmare on the 13th Floor